# Великий терор
65° пн. ш. 90° сх. д. / 65° пн. ш. 90° сх. д.
Вели́кий теро́р — найменування доби в історії СРСР (1937–1938 роки), коли сталінські репресії були різко посилені та доведені до максимуму своєї інтенсивності. Інша поширена назва цього історичного періоду — «Єжо́вщина» — пов'язана з тим, що керівником народного комісаріату внутрішніх справ у той час був Микола Іванович Єжов.
«Великий терор» отримав назву за книжкою Роберта Конквеста The Great Terror: Stalin's Purge of the Thirties (1968) «Великий терор: сталінські чистки 30-х років». За кордоном поширений термін «Велика чистка» (англ. «The Great Purge»).

## Масштаби

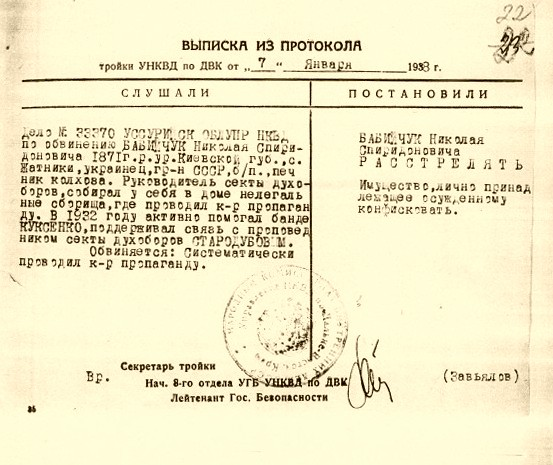
Типовий витяг з протоколу НКВС Трійки щодо розстрілу громадян

Масовий терор того періоду тодішня влада країни вчиняла на всій території СРСР, а також в Україні, Монголії і Туві, на підставі «спущених на місця» Миколою Єжовим цифр «планових завдань» щодо виявлення та покарання так званих ворогів народу. Показовим стало стрімке зростання числа розстріляних: 1118 осіб в 1936 році і 353 074 особи в 1937.
Протягом кампанії до ув'язнених якнайширше застосовувалися вироки до розстрілу, що не підлягали оскарженню, виносилися найчастіше без будь-якого суду Трійками НКВС й негайно приводились у виконання.
Родичів засуджених репресували за сам лише факт споріднення з ними. Діти репресованих, які залишилися без батьків, поміщались у спеціальні дитячі будинки для дітей ворогів народу, або так звані у сучасних дослідженнях дитячі гулаги.
Організатори Великого терору інсценували ряд показових процесів, найвідомішими з яких є московські процеси проти представників еліт у політиці, війську, економіці, державному апараті, науці та культурі. Таємні масові операції з середини 1937 р., від яких постраждали так звані куркулі, соціально шкідливі та «соціально небезпечні елементи» та етнічні меншини, спричинили більшу частину жертв терору. Через три роки після смерті Сталіна, тогочасний Перший секретар ЦК КПРС Микита Хрущов у таємній промові на XX з'їзді партії 1956 р. торкнувся теми політичних чисток проти членів партії. Масові операції все одно лишалися державною таємницею. Лише після розпаду Радянського Союзу та відкриття доступу до таємних архівів стало можливо охопити розмах і глибину Великого терору.
У дослідженнях Великого терору тривалий час залишалися суперечності щодо кількості жертв і його причини. Тут зіткнулися погляди прибічників теорії тоталітаризму і дослідниками, які вбачали причину терору в суперечностях радянського суспільства, у політичному конфлікті між центром і периферією.

## Початок кампанії
Сигналом до початку масових репресій послужило вбивство Сергія Кірова 1 грудня 1934 р. Цього ж дня, за ініціативою Сталіна ЦВК і РНК СРСР ухвалили постанову «Про внесення змін до чинних кримінально-процесуальних кодексів союзних республік» такого змісту:
Внести такі зміни в діючі кримінально-процесуальні кодекси союзних республік з розслідування й розгляду справ про терористичні організації й терористичні акти проти працівників радянської влади:
1. Слідство в цих справах закінчувати в строк не більше десяти днів;
2. Обвинувальний висновок вручати обвинувачуваним за одну добу до розгляду справи в суді;
3. Справи слухати без участі сторін;
4. Касаційного оскарження вироків, як і подачі клопотань про помилування, не допускати;
5. Вирок до вищої міри покарання здійснювати негайно після винесення вироку.

При розслідуванні справи про вбивство Кірова Сталін наказав розробляти «зінов'євський слід», звинувативши в убивстві Кірова Г. Є. Зінов'єва, Л. Б. Каменєва та їхніх прихильників. Через кілька днів почалися арешти колишніх прихильників зінов'євської опозиції, а 16 грудня були арештовані самі Каменєв і Зінов'єв. 28-29 грудня 14 чоловік, безпосередньо обвинувачених в організації вбивства, були засуджені до розстрілу. У вироку затверджувалося, що всі вони були «активними учасниками зінов'євської антирадянської групи в Ленінграді», а згодом — «підпільної терористичної контрреволюційної групи», яку очолював так званий «ленінградський центр». 9 січня 1935 р. в Особливій нараді при НКВС СРСР у кримінальній справі «ленінградської контрреволюційної зінов'євської групи Сафарова, Залуцького й інших» були засуджені 77 чоловік. 16 січня були засуджені 19 обвинувачуваних у справі так званого «московського центру» на чолі з Зінов'євим і Каменевим. Всі ці процеси були грубо сфабриковані.
О. Г. Шатуновська у листі до А. Н. Яковлева стверджувала, що «…в особистому архіві Сталіна при нашому розслідуванні був виявлений власноручно складений список двох сфабрикованих ним „Троцькістсько-зінов'євських терористичних центрів“ — Ленінградського й Московського».
Протягом кількох наступних років Сталін використовував убивство Кірова як привід для остаточної розправи з колишніми політичними супротивниками, що очолювали різні опозиційні лінії партії в 1920-ті роки, або брали в них участь. Усіх обвинувачених було знищено за звинуваченнями в терористичній діяльності.
У закритому листі ЦК ВКП(б) «Уроки подій, пов'язаних зі злодійським убивством тов. Кірова», підготовленому й розісланому на місця в січні 1935, крім пред'явлення Каменєву й Зінов'єву повторних обвинувачень у керівництві «ленінградським» й «московським центрами», які були «по суті справи замаскованою формою білогвардійської організації», Сталін нагадував і про інші «антипартійні угруповання», що існували в історії ВКП(б) — «троцькістів», «демократичних централістів», «робочої опозиції», «правих уклоністів» та ін. Цей лист на місцях слід було розглядати як пряму вказівку до дії.
26 січня 1935 р. Сталін підписав постанову Політбюро про депортацію з Ленінграда на північ Сибіру та Якутію 663 колишніх прихильників Зінов'єва. Одночасно 325 колишніх опозиціонерів
було переведено з Ленінграда на партійну роботу в інші райони. Аналогічні дії вживали й в інших місцях. Так, наприклад, 17 січня 1935 р. Політбюро ЦК КПУ порушило питання про необхідність переведення колишніх активних троцькістів і зінов'євців з великих промислових центрів республіки й про підготовку матеріалів на виключення з партії, у тому числі за приналежність до «троцькістського й троцькістсько-зінов'євського блоку».
У березні-квітні 1935 р. Особлива нарада при НКВС СРСР засудила ряд відомих партійних діячів (О. Г. Шляпніков та ін.), що підтримали в 1921 р. під час дискусії за матеріалами X з'їзду партії платформу «робочої опозиції», за сфальсифікованою справою про створення «контрреволюційної організації — групи „робочої опозиції“».
У січні-квітні 1935 р. органи НКВС «розкрили» так звану «кремлівську справу», у рамках якої було арештовано ряд службовців урядових установ у Кремлі. Їх звинуватили у створенні терористичної групи, що готувала замахи на керівників держави. У зв'язку з цією справою 3 березня 1935 р. був знятий з посади секретаря ЦВК СРСР Авель Єнукідзе. Його наступником став колишній прокурор СРСР А. І. Акулов, якого, у свою чергу, змінив перший заступник А. Я. Вишинський.
27 травня 1935 р. наказом НКВС СРСР у республіках, краях й областях були організовані «трійки» НКВС, до складу яких входили начальник управління НКВС, начальник управління міліції й обласний прокурор. «Трійки» ухвалювали рішення щодо заслання або відправлення у табори на термін до 5 років.

## Хід та складові репресій
На всіх етапах репресій простежується їх планованість за чіткими лімітами

### Чистка партії
З 1933 р. по 31 грудня 1934 р. проводилася «генеральна чистка» ВКП(б), продовжена до травня 1935 р., що зачепила 18,3 % з 1916,5 тисячі членів. Після її завершення почалася «перевірка партійних документів» до грудня 1935 р., що додала ще 10–20 тисяч. А 14 січня 1936 р. оголошено про «заміну партійних документів», що була здійснена до вересня 1936 р. з виключенням 18 % членів, згідно з Єжовим.
Виключені члени партії попадали під репресії в першу чергу. Основна маса більшовиків, що відіграли провідну роль у 1917 році, або пізніше, у Радянському уряді, була страчена. Єдиним членом первісного складу Політбюро 1917 року, що вцілів після чищення, був сам Сталін. З інших п'яти четверо були розстріляні, один, Лев Троцький, виключений з партії, вигнаний із країни й ліквідований в 1940. Із семи членів Політбюро, обраних між революцією 1917 і смертю Леніна 1924, четверо розстріляні, один (Томський) заподіяв собі смерть, двоє (В. Молотов і Калінін) залишилися живими.
З 1966 делегатів XVII з'їзду ВКП(б) («З'їзд переможців»), що відбувся в 1934 році (останній з'їзд перед чистками), 1108 було арештовано й більшість із них розстріляні.
Багато членів партії, що займали досить видне становище, були засуджені (в основному до розстрілу) Військовою колегією Верховного суду СРСР, що виносила вироки після розгляду кожної справи в закритому засіданні протягом 10–20 хвилин без участі обвинувачення й захисту на підставі списків, затверджених особисто Сталіним і його найближчими наближеними. Прецедент розгляду справ подібним чином був створений 4 жовтня 1936 року, коли Політбюро санкціонувало засудження 585 чоловік відповідно до списку, поданого Єжовим і Вишинським.

### Московські процеси
У період 1936—1938 відбулися три великих відкритих процеси над колишніми вищими функціонерами компартії, які були в 20-ті роки пов'язані з троцькістською або правою опозицією. За кордоном їх назвали «Московськими процесами» (англ. «Moscow Trials»).
Обвинувачуваним, котрих судила Військова колегія Верховного суду СРСР, ставилося в провину співробітництво із західними розвідками з метою вбивства Сталіна й інших радянських лідерів, розпуску СРСР і відновлення капіталізму, а також організація шкідництва в різних галузях економіки з тією же метою.
- Перший Московський процес над 16 членами так званого «Троцькістсько-Зінов'євського Терористичного Центра» відбувся в серпні 1936. Основними обвинувачуваними були Зінов'єв і Каменев. Крім інших обвинувачень, їм інкримінувалося вбивство Кірова і змова з метою вбивства Сталіна.
- Другий процес (справа «Паралельного антирадянського Троцькістського центру») в січні 1937 пройшов над 17 менш великими функціонерами, такими, як Карл Радек, Юрій П'ятаков і Григорій Сокольников. 13 чоловік розстріляні, інші відправлені в табори, де незабаром загинули.
- Третій процес у березні 1938 відбувся над 21 членами так званого «Правотроцькістського блоку». Головним обвинувачуваним був Микола Бухарін, що був главою Комінтерну, також колишній голова Раднаркому Олексій Риков, Християн Раковський, Микола Крестинський і Ягода — організатор першого московського процесу. Всі обвинувачувані, крім трьох, страчені.

Ряд західних оглядачів у той час вважали, що провина засуджених, безумовно, доведена. Всі вони зізналися, суд був відкритим, були відсутні явні свідчення катувань або накачування наркотиками. Німецький письменник Ліон Фейхтвангер, що був присутнім на Другому московському процесі, писав:
|  | Людей, що стояли перед судом, у жодному разі не можна було вважати замученими, зневіреними істотами. Самі обвинувачувані являли собою пещених, добре одягнених чоловіків з невимушеними манерами. Вони пили чай, з кишень у них стирчали газети… За загальним виглядом це походило більше на дискусію… яку ведуть у тоні бесіди освічені люди. Створювалося враження, начебто обвинувачувані, прокурор і судді захоплені однаковими, я ледь було не сказав спортивним, інтересом з'ясувати з максимальним ступенем точності все що відбулося. Якби цей суд доручили інсценувати режисерові, то йому, імовірно, знадобилося б чимало років, чимало репетицій, щоб домогтися від обвинувачуваних такої зіграності…" |

Згодом стала домінувати точка зору, що обвинувачуваних піддавали психологічному тиску й зізнання виривали силоміць.
У травні 1937 прихильники Троцького заснували в США комісію Д'юї. На московських процесах Георгій П'ятаков дав показання, що в грудні 1935 він літав в Осло для «одержання терористичних інструкцій» від Троцького. Комісія стверджувала, що, за показаннями персоналу аеродрому, цього дня жодні іноземні літаки на ньому не приземлялися. Інший обвинувачуваний, Іван Смирнов, зізнався в тім, що взяв участь в убивстві Сергія Кірова в грудні 1934, хоча в цей час уже рік перебував у в'язниці.
Комісія Д'юї склала 422-сторінкову книгу «Не винні», що стверджувала, що засуджені були не винні, а Троцький не вступав у жодні угоди з іноземними державами, ніколи не рекомендував, не планував і не намагався відновити капіталізм у СРСР.

### Репресії в армії
У червні 1937 також відбувся суд над групою вищих офіцерів РСЧА, включаючи Михайла Тухачевського. Обвинувачуваним ставилося планування військового перевороту 15 травня 1937.
До складу Спеціальної судової присутності, що ухвалила обвинувачуваним найвищу кару, входило 8 чоловік; з них п'ятеро (Блюхер, Бєлов, Дибенко, Алксніс, Каширін) самі розстріляні протягом року.
Поширено версію, що репресії проти військових були викликані свідомою дезінформацією німецької розвідки про нібито існуючі зв'язки. Метою цієї дезінформації було ослаблення Червоної Армії перед війною. Однак, ця версія є помилковою, оскільки репресій в армії почалися ще наприкінці 1920-х років, коли були репресовані військові спеціалісти-колишні офіцери царської армії. В 1936 році були заарештовані Путна, Примаков і Шмідт, які належали до троцькістської опозиції. І лише після їхніх показань були заарештовані Тухачевський і його соратники.

### Чистка всередині НКВС
Під час першого московського процесу наркомом внутрішніх справ і головою головного управління держбезпеки був Генріх Ягода. Він брав активну участь у розслідуванні вбивства Кірова, що лягло в основу судового процесу.
Процес відбувся в серпні 1936, і вже у вересні Ягода був переміщений на пост наркома зв'язку, 4 квітня 1937 арештований. У лютому 1938 став на Третьому московському процесі, де був обвинувачений у співробітництві з іноземними розвідками і вбивстві Максима Горького.
6 вересня 1936 наркомом внутрішніх справ замість Ягоди призначений Єжов, під керівництвом якого були проведені Другий і Третій Московські процеси і «Справа військових». Саме чищення 1937—1938 років асоціюється, у першу чергу, з ім'ям Єжова («Єжовщина»). У цей період вичищені були в тому числі й 2500 співробітників НКВС.
Зі співробітників держбезпеки з 1 жовтня 1936 р. по 15 серпня 1938 р. було арештовано 2273 особи, з них за «контрреволюційні злочини» — 1862. Після приходу Берії за 1939 рік до них додалося ще 937 чоловік. Частина з них була потім звільнена й відновлена в органах.

### Масовий терор
2 липня 1937 року Політбюро ЦК ВКП (б) телеграфувало рішення секретарям обкомів, крайкомів, ЦК компартій союзних республік:
Телеграма була підписана Сталіним.
31 липня 1937 Єжов підписав схвалений Політбюро наказ НКВС № 00447 «Про операції з репресування колишніх куркулів, кримінальників й інших антирадянських елементів».
У ньому говорилося:
Згідно з цим наказом визначалися такі категорії осіб, що підлягають репресіям:
Даним наказом, для прискореного розгляду тисяч справ, були утворені «оперативні трійки» на рівні республік й областей. До складу трійки звичайно входили: голова — місцевий начальник НКВС, члени — місцеві прокурор і перший секретар обласного, крайового або республіканського комітету ВКП(б).

### Ліміти
Для кожного регіону Радянського Союзу встановлювалися ліміти за «першою категорією» (розстріл), і за «другою категорією» (ув'язнення у таборах на строк від 8 до 10 років). Загальний ліміт на репресії в усій країні становив 268 950 чоловік, з них розстрілу підлягали 75 950 чоловік. Операцію передбачалося провести протягом чотирьох місяців.
Трійки розглядали справи за відсутності обвинувачуваних, десятки справ на кожнім засіданні. Протоколи засідання трійки надсилали начальникам оперативних груп НКВС для виконання вироків. Наказ установлював, що вироки за «першою категорією» виконуються в місцях і порядком за вказівкою наркомів внутрішніх справ, начальників обласних управлінь і відділів НКВС із обов'язковим повним збереженням у таємниці часу й місця виконання вироку.
Частина репресій проводилася відносно осіб уже засуджених, що перебували в таборах. Для них виділялися ліміти «першої категорії», і також утворювалися трійки.
Терміни дії «куркульської операції» (як вона іноді називалася в документах НКВС, оскільки колишні куркулі становили більшість репресованих) кілька разів продовжувалися, а ліміти переглядалися. Так, 31 січня 1938 постановою Політбюро для 22 регіонів були виділені додаткові ліміти в 57 тис. 200 чоловік, у тому числі по «першій категорії» — 48 тис. чоловік, 1 лютого Політбюро затверджує додатковий ліміт для таборів Далекого Сходу в 12 тис. чоловік «першої категорії», 17 лютого — додатковий ліміт для України в 30 тис. чоловік всіх категорій, 31 липня — для Далекого Сходу 15 тис. чоловік за «першою категорією», 5 тис. чоловік за другою, 29 серпня 3 тис. чоловік для Читинської області.
Для того щоб виконати й перевиконати встановлені плани з репресій, органи НКВС заарештовували й передавали на розгляд трійок справи людей найрізноманітніших професій і соціального походження.
Начальники УНКВС, одержавши розверстку на арешт декількох тисяч чоловік, були поставлені перед необхідністю заарештовувати відразу сотні й тисячі чоловік. А оскільки цим арештам треба було додати якусь видимість законності, то співробітники НКВС стали видумувати повсюдно всякого роду повстанські, право-троцькістські, шпигунсько-терористичні, диверсійно-шкідницькі й тому подібні організації, «центри», «блоки» і просто групи.
За матеріалами слідчих справ того часу, майже в усіх краях, областях і республіках існували широко розгалужені «право-троцькістські шпигунсько-терористичні, диверсійно-шкідницькі» організації й центри й, як правило, ці «організації» або «центри» очолювали перші секретарі обкомів, крайкомів або ЦК компартій союзних республік.
Так, у колишній Західній області керівником «контрреволюційної організації правих» був перший секретар обкому І. П. Румянцев, у Татарії «керівником правотроцькістського націоналістичного блоку» був колишній перший секретар обкому А. К. Лепа, керівником «антирадянської терористичної організації правих» у Челябінській області був перший секретар обкому К. В. Риндін тощо.
У Новосибірській області були «розкриті» «Сибірський комітет ПОВ», «Новосибірська Троцькістська організація в РККА», «Новосибірський Троцькістський терористичний центр», «Новосибірська фашистська націонал-соціалістська партія Німеччини», «Новосибірська латиська націонал-соціалістська фашистська організація» і ще інших 33 «антирадянських» організації й групи.
НКВС Таджицької РСР нібито розкрив контрреволюційну буржуазно-націоналістичну організацію. Зв'язки її виходили на право-троцькістський центр, Іран, Афганістан, Японію, Англію й Німеччину й контрреволюційну буржуазно-націоналістичну організацію Узбецької РСР.
У керівництві цієї організації були 4 колишні секретарі ЦК КП(б) Таджикистану, 2 колишнього голови СНК, 2 колишнього голови ЦВК республіки, 12 наркомів й 1 керівник республіканських організацій, майже всі заввідділів ЦК, 18 секретарів РК КП(б) Таджикистану, голови й заступники голів райвиконкомів, письменники, військовики та інші партійно-радянські працівники.
УНКВС у Свердловській області «розкрило» так званий «Уральський повстанський штаб — орган блоку правих, Троцькістів, есерів, церковників й агентури РОВСА», керований секретарем Свердловського обкому Кабаковым, членом КПРС із 1914 року. Цей штаб нібито поєднував 200 підрозділів, сформованих за військовим зразком, 15 повстанських організацій й 56 груп.
У Київській області вже на грудень 1937 р. було «викрито» 87 повстансько-диверсійних, терористичних організацій й 365 повстансько-диверсійних шкідницьких груп.
Харківський ветеринарно-бактерологічний інститут. Друга хвиля репресій, 1937-1938,  у Харківській області "було розкрито" та ліквідовано антирадянську правотроцькистську терористично-шкідницьку організацію. У цей період було заарештовано 10 співробітників інституту, а саме: И.М.Фирсов (директор інституту), Б.М. Гурвич, Д.С. Романов, И.Б. Тамарин, А.С. Холопів, Н.И. Середа, А.А. Майборода, А.А. Ковальов, И.Т. Батюк, М.Д. Клесов. "три людини було розстріляно у 1938-ому: И.М. Фирсов, Б.М. Гурвич, Д.С. Романов; дві людини загинуло у в'язниці -— И.Б. Тамарин та А.С. Холопів;  6 років відбув у таборах Кемеровської області А.А. Ковальов; ще четверо Н.И. Середа, А.А. Майборода, И.Т. Батюк, М.Д. Клесов було звільнено згодом, але через важкі травмування, отримані ними у в'язниці, повернутися на роботу до інституту змогли не всі. 
Тільки на одному московському авіазаводі № 24 в 1937 році було «розкрито» і ліквідовано 5 шпигунських, терористичних і диверсійно-шкідницьких груп, із загальною кількістю 50 чоловік («правотроцькістська» група й групи, нібито пов'язані з німецькою, японською, французькою й латвійською розвідками). При цьому вказувалося, що «Завод до цього дня засмічений антирадянськими соціально-чужими й підозрюваними у шпигунстві й диверсії елементами. Наявний облік цих елементів тільки за офіційними даними сягає 1000 чоловік».
Допитаний колишній керівник ГУГБ НКВС СРСР Лулов показав із цього приводу:
|  | «…На одній з нарад слідчих, скликаній Єжовим у своєму кабінеті,… він заявив, майже дослівно: „в тім розгромі контрреволюції, що ми проводимо, ми вважаємо неминучим, що постраждають і деякі безневинні люди“….Сказано було „ми вважаємо“, і присутнім надавалося думати, що такого роду відповідальну заяву Єжов робить не від свого імені» |

.
1-й секретар ЦК КП Білорусі П. К. Пономаренко у листі до секретаря ЦК ВКП(б) Г. М. Маленкова, липень 1939 року, зазначав:
|  | Особливо масовий характер мало створення провокаційних справ проти радянських і партійних керівників наприкінці 1937 року й початку 1938 року. Були виключені з партії й за провокаційними матеріалами арештовані керівники парторганізацій Бєлиничського, Руденського, Сенненського, Березинського, Червенського, Сиротинського, Кормянського й ряду інших районів. Протягом другої половини 1937 року й початку 1938 року за прямим завданням керівництва ЦК КП(б) у Білорусі широко розгорнулися так звані показові процеси над районними керівниками. Заарештовувалися агрономи, директори МТС, завідувачі райзо, райуполнаркомзаги, науковці. Усяка помилка або невдача в практичній роботі спричиняла обвинувачення в шкідництві, шпигунстві, диверсії й викликала репресії… |

Начальник відділу УГБ НКВС БРСР Сотников писав у своєму поясненні:
|  | Приблизно з вересня місяця 1937 року всіх арештованих на допитах били… Серед слідчих ішло змагання, хто більше «розколе». Ця установка виходила від Бермана — колишнього наркома внутрішніх справ Білорусі, що на одній з нарад слідчих наркомату сказав: «Ленінград і Україна щодня дають на двійку по одному альбомі, і ми повинні це робити, а для цього кожен слідчий повинен давати не менше одного викриття в день. Побиття арештованих, катування, що доходили до садизму, стали основними методами допиту. Уважалося ганебним, якщо в слідчого немає жодного визнання в день. У наркоматі був суцільний стогін і лемент, який можна було чути за квартал від наркомату. У цьому особливо вирізнявся слідчий відділ» |

Справи про шпигунство розглядалися не трійками, а «двійкою», що складалася з Єжова й Вишинського, що розглядала їх на підставі так званих альбомів — списків обвинувачуваних із зазначенням їхніх прізвищ, імен, по батькові та інших установчих даних, короткого змісту висунутого обвинувачення й пропозицій слідства щодо вироку.
Усього тільки в рамках «куркульської операції» було засуджено трійками 818 тис. чоловік, з них до розстрілу 436 тис. чоловік.
З передачею Китаю Китайсько-східної залізниці до Радянського Союзу повернулося кілька десятків тисяч радянських громадян, що раніше працювали на ній, а також емігрантів. Уся ця група осіб одержала загальне ім'я «харбінці» і потім піддана репресії відповідно до наказу НКВС СРСР № 00593 від 20 вересня 1937 року. Їх було всього засуджено 29 981 чоловік, з них до розстрілу — 19 312 чоловік.
21 травня 1938 наказом НКВС були утворені «міліцейські трійки», які мали право без суду присуджувати до заслання або строків ув'язнення 3-5 років «соціально-небезпечних елементів». Ці трійки за період 1937—1938 винесли різні вироки 400 тисячам чоловік. У категорію розглянутих осіб попадали в тому числі кримінальники-рецидивісти й скупники краденого.
На початку 1938 року справи інвалідів, засуджених за різними статтями на 8-10 років таборів, переглядалися трійкою по Москві й Московській області, що присуджувала їх до вищої міри покарання, тому що їх не можна було використати як робочу силу. 
| «Заковський викликав мене… й у присутності Якубовича [голови трійки по Москві й Московській області] заявив, що потрібно буде переглянути справи по засуджених інвалідах на Трійці і їх постріляти…» | — показав на допиті М. І. Семенов.

### Репресії відносно іноземців й етнічних меншин
9 березня 1936 року Політбюро ЦК ВКП(б) видає постанова «Про міри, що відгороджують СРСР від проникнення шпигунських, терористичних і диверсійних елементів». Відповідно до його ускладнюється в'їзд у країну політемігрантів і створюється комісія для чищення міжнародних організацій на території СРСР.
- 25 липня 1937 року Єжов підписав й увів у дію телеграфом наказ № 00439, яким поставив за обов'язок місцевим органам НКВС в 5-денний строк заарештувати всіх німецьких підданих, у тому числі й політичних емігрантів, які працюють або раніше працювали на військових заводах і заводах, що мають оборонні цехи, а також залізничному транспорті, і в процесі слідства у їхніх справах «домагатися вичерпного розкриття не викритої дотепер агентури німецької розвідки». Засуджено 30 608 чол., у тому числі до розстрілу 24 858 чол.;
- 11 серпня 1937 року Єжов підписав наказ № 00485, яким наказав почати з 20 серпня широку операцію, спрямовану проти польського населення і закінчити її в 3-місячний строк. У наказі було зазначено:

За цим наказом було засуджено 103 489 чол., у тому числі до розстрілу 84 471 чол.;
- 17 серпня 1937 — наказ про проведення «румунської операції» щодо емігрантів і перебіжчиків з Румунії в Молдавію й Україну. Засуджено 8292 чол., у тому числі до розстрілу 5439 чол.;
- 30 листопада 1937 — директива НКВС про проведення операції щодо перебіжчиків з Латвії, активістів латиських клубів і суспільств. Засуджено 21 тис. 300 чіл., з яких 16 тис. 575 чол. розстріляні;
- 11 грудня 1937 — директива НКВС про операції щодо греків. Засуджено 12 557 чол., з яких 10 545 чол. присуджені до розстрілу;
- 14 грудня 1937 — директива НКВС про поширення репресій по «латиській лінії» на естонців, литовців, фінів, також болгар. По «естонській лінії» засуджено 9 тис. 735 чіл., у тому числі до розстрілу присуджено 7998 чіл., по «фінській лінії» засуджено 11066 чіл., з них до розстрілу присуджено 9078 чол.;
- 29 січня 1938 — директива НКВС про «іранську операцію». Засуджено 13 297 чол., з яких 2046 присуджені до розстрілу.
- 1 лютого 1938 — директива НКВС про «національну операцію» відносно болгар і македонців;
- 16 лютого 1938 — директива НКВС про арешти по «афганській лінії». Засуджено 1557 чол., з них 366 — до розстрілу;
- 23 березня 1938 — постанова Політбюро про очищення оборонної промисловості від осіб національностей, у відношенні яких проводяться репресії;
- 24 червня 1938 — директива Наркомату Оборони про звільнення із РККА військовослужбовців національностей, не представлених на території СРСР;

Як показав на допиті колишній голова трійки по Москві й Московській області М. І. Семенов,
|  | «…Під час проведення масових операцій 1937—1938 р. з вилучення поляків, латишів, німців й ін. національностей, — арешти виконувалися без наявності компрометуючих матеріалів». А. О. Постіль, колишній начальник 3 відділення 3 відділу УНКВС у Москві й Московській області, свідчив: «Заарештовували й розстрілювали цілими родинами, у числі яких ішли зовсім неписьменні жінки, неповнолітні й навіть вагітні й усіх, як шпигунів, підводили під розстріл… тільки тому, що вони — „націонали…“. План, спущений Заковським, був 1000—1200 „націоналів“ на місяць.Спецобъект «Бутовский полигон» (история, документы, воспоминания) |

Так, наприклад, на початку 1938 року в Бодайбинський район Іркутської області виїхала оперативна група на чолі з помічником начальника УНКВС Іркутської області Б. П. Кульвецом.
Співробітник НКВС Комов показав:

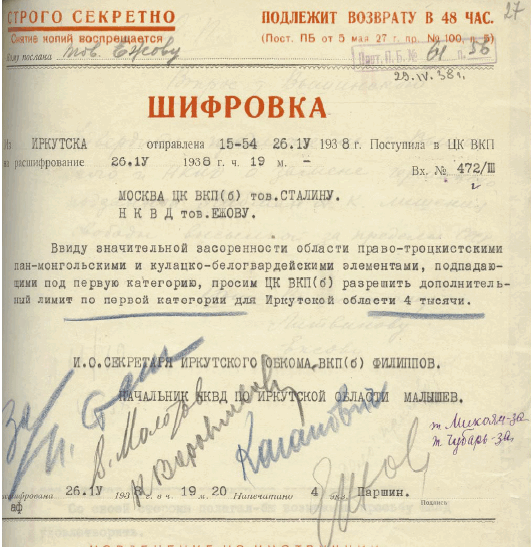
Про збільшення ліміту по першій категорії в Іркутській області

|  | «У перший же день приїзду Кульвеца було арештовано до 500 чоловік. Арешти були здійснені винятково за національними і соціальними ознаками, без наявності жодних компрометуючих матеріалів. Як правило, китайці й корейці заарештовувалися всі без винятку, з куркульських селищ бралися всі, хто міг рухатися» |

..
У показаннях співробітника НКВС Турлова про це сказано:
|  | «Весь оперативний склад на вимогу Кульвеца представив свій облік. Мною переданий Кульвецу список осіб іноземного походження, приблизно на 600 чоловік. Тут були китайці, корейці, німці, поляки, латиші, литовці, фіни, мадяри, естонці тощо". |

.
Арешт здійснювався на підставі цих списків…
Особливо бридко проходили арешти китайців і корейців. На них у місті Бодайбо робилися облави, установлювали їхньої квартири, висилали людей на арешт із установкою заарештувати поголовно всіх китайців і корейців…
У березні місяці Кульвец, прийшовши до кабінету, де сиділи Бутаков і я, сказав:
|  | ви мені доповіли, що заарештували всіх китайців. От я сьогодні йшов вулицею й бачив двох китайців і запропонував їх заарештувати». |

.
Яскравим свідченням проведеної операції є рапорт самого Кульвеца на ім'я начальника УНКВС, у якому говориться:
|  | «Німецька розвідка — по цій лінії справи в мене погані. Правда, розкрита резидентура Шварц… але німці повинні вести справи серйозніше. Постараюся розкопати. Фінська — є, Чехославацька — є. Для повної колекції не можу розшукати італійця й француза… Китайців підібрав усіх. Залишилися тільки старі, хоча частина з них, 7 чоловік, викриваються як шпигуни й контрабандисти. Я думаю, що не варто на них витрачати час. Уже занадто вони старезні. Найбадьоріших забрав». |

Арештованих били й вимагали від них показання на інших осіб. На підставі цих показань, без будь-якої їхньої перевірки, робили нові масові арешти, знову арештованих знов-таки били.
Про те, як проводилося слідство, свідок Грицьких показав:
|  | «Кульвец запровадив новий метод слідства, тобто так звану „вистойку“. Чоловік 100—150 зганяли в одну кімнату, всіх їх ставили обличчям до стіни й по кілька днів не дозволяли сідати й спати доти, поки арештовані не давали показань. Там же серед арештованих перебував стіл і письмові приладдя. Бажаючі давати показання писали самі, після чого їм дозволялося спати». |

.
Нарівні із застосуванням до арештованих заходів фізичного впливу практикувалася груба фальсифікація слідчих документів. Характерні щодо цього такі показання Турлова:
|  | «Ще гірше виглядала справа з допитом китайців, корейців й інших національностей, масові й поголовні арешти яких були зроблені в березні 1938 року. Більшість із представників цих національностей не володіли російською мовою. Перекладачів не було, протоколи писалися також без присутності обвинувачуваних, тому що вони нічого не розуміли…» . |

|  | «Тільки сьогодні 10-ого березня одержав рішення на 157 чоловік. Вирили 4 ями. Довелося робити підривні роботи, через вічну мерзлоту. Для майбутньої операції виділив 6 чоловік. Буду приводити виконання вироків сам. Довіряти нікому не буду й не можна. Через бездоріжжя можна возити на маленьких 3-х — 4-х місних санях. Вибрав 6 саней. Самі будемо стріляти, самі возити й проч. Прийде зробити 7-8 рейсів. Надзвичайно багато відніме часу, але більше виділяти людей не ризикую. Поки все тихо. Про результати доповім.» |

|  | «Що б не читали друкарки пишу Вам не друковано. Операцію за рішеннями Трійки провів тільки на 115 чоловік, тому що ями пристосовані не більш, ніж під 100 чоловік». «Операцію провели із грандіозними труднощами. При особистій доповіді повідомлю докладніше. Поки все тихо й навіть не знає в'язниця. Пояснюється тим, що перед операцією провів ряд заходів що убезпечили операцію. Також доповім про їх при особистій доповіді». |

### Терор у таборах ГУЛАГу й в'язницях особливого призначення
Наказом НКВС № 00447 від 30 липня 1937 р. передбачалося, серед іншого, розгляд трійками справ засуджених, що вже перебувають у таборах ГУЛАГу і в'язницях (в'язницях особливого призначення). За рішеннями трійок були розстріляні близько 8 тисяч ув'язнених колимських таборів, понад 8 тисяч ув'язнених Дмитровлагу, 1825 ув'язнених соловецької в'язниці особливого призначення, ув'язнені інших таборів і в'язниць. Багатьом за рішенням трійок і особливої наради були продовжені строки ув'язнення.
Одним з відомих є лісове урочище «Сандармох» (Карелія, Росія), де органи НКВС СРСР здійснювали масові страти цивільного населення. Сандармох став місцем розстрілу соловецького тюремного етапу 1937 року, в якому перебували відомі українські діячі культури, науки, військовики, технічна інтелігенція, священники. З цієї нагоди, на місці масових страт, 5 серпня 2004 року встановлено український козацький хрест.

### Призупинення масового терору

#### Наказ про завершення
В серпні 1938 р. стали проявлятись ознаки завершення Великого терору. Лаврентій Берія обійняв 22 серпня посаду XXX des Stellvertreters von Jeschow?.
17 листопада 1938 постановою Раднаркому й ЦК ВКП(б) діяльність всіх надзвичайних органів припинена, арешти дозволені тільки із санкції суду або прокурора. Директивою Наркома внутрішніх справ Берії від 22 грудня 1938 всі вироки надзвичайних органів оголошені такими, що втратили силу, якщо вони не були приведені у виконання, або оголошені засудженими до 17 листопада.
У грудні 1938, подібно Ягоді, Єжов був також призначений на другорядний пост, у цьому випадку — наркома водного транспорту. На його місце був призначений Берія, за якого масштаби репресій були зменшені. Під його керівництвом у рамках «боротьби за відновлення соціалістичної законності» із НКВС було звільнено 7372 чоловік, з них 987 засуджені.

#### Репресії виконавців
Найвідомішою жертвою «чисток» в НКВС, який з 25 листопада 1938 очолював Берія, був Єжов. Він був арештований за обвинуваченням у співробітництві з іноземними розвідками й терористичної діяльності 10 квітня 1939 р., розстріляний 4 лютого 1940 р. генералом Василієм Блохіним.
Однак, «чистки» в НКВС розпочались ще за Єжова, але були вони зосереджені на нижчих ланках ієрархії, хоч і торкнулись попередника Єжова — Генріха Ягоди. З приходом Берії, на заміну карному переслідуванню, основним засобом «чисток» стало звільнення з органів. 1939 р. було звільнено 7372 службовця, що становило 22,9 % всіх оперативно-чекістських кадрів Комісаріату. Всього, з кінця 1938 р. до кінця 1939 р. було заарештовано 1364 співробітника НКВС. Важливою особливістю політики Берії була майже повна заміна керівників на республіканському та районному рівнях. Деяких керівників на найвищих посадах було страчено.
Однак припинення «великого терору» не означало відмову від колишніх методів роботи НКВС. Так, 10 січня 1939 р. за підписом Сталіна секретарям обкомів, крайкомів ВКП (б), компартій союзних республік, а також керівникам регіональних управлінь НКВС була спрямована шифротелеграма такого змісту:
|  | «ЦК ВКП стало відомо, що секретарі обкомів-крайкомів, перевіряючи працівників УНКВС, ставлять їм у провину застосування фізичного впливу до арештованих, як щось злочинне. ЦК ВКП роз'ясняє, що застосування фізичного впливу в практиці НКВС було допущено з 1937 року з дозволу ЦК ВКП. При цьому було зазначено, що фізичний вплив допускається, як виняток, і притім у відношенні лише таких явних ворогів народу, які, використовуючи гуманний метод допиту, нагло відмовляються видати змовників, місяцями не дають показань, намагаються загальмувати викриття змовників, що залишилися на волі, — отже, продовжують боротьбу з Радянською владою також й у в'язниці. Досвід показує, що така установка дала свої результати, набагато прискоривши справу викриття ворогів народу. Правда, згодом на практиці метод фізичного впливу був запаскуджений мерзотниками Заковським, Литвиним, Успенським й іншими, тому що вони перетворили його з винятку в правило й стали застосовувати його до випадково арештованих чесних людей, за що вони понесли належну кару. Але цим анітрошки не опорочюється сам метод, оскільки він правильно застосовується на практиці. Відомо, що всі буржуазні розвідки застосовують фізичний вплив відносно представників соціалістичного пролетаріату, притім застосовують його в самих потворних формах. Запитується, чому соціалістична розвідка повинна бути гуманнішою відносно запеклих агентів буржуазії, заклятих ворогів робітничого класу й колгоспників. ЦК ВКП уважає, що метод фізичного впливу повинен обов'язково застосовуватися й надалі, у вигляді винятку, стосовно явних ворогів, що не роззброїлися, народу, як зовсім правильний і доцільний метод. ЦК ВКП вимагає від секретарів обкомів, райкомів, ЦК нацкомпартій, щоб вони при перевірці працівників НКВС керувалися дійсним поясненням». |

| Перший секретар ЦК КП Білорусі п. К. Пономаренко зажадав від керівника республіканського НКВС Насєдкіна — про що той пізніше письмово доповів новому главі НКВС СРСР Берії — відсторонити від виконання службових обов'язків всіх працівників, які брали участь у побиттях арештованих. Але від цієї ідеї довелося відмовитися: Насєдкін пояснив першому секретареві ЦК, що "якщо піти цим шляхом , те треба 80 відсотків усього апарата НКВС БССР зняти з роботи й віддати під суд». |

## Наслідки

### Інформація про долю розстріляних
Наказ НКВС СРСР № 00515 від 1939 р. приписував на запити родичів про долю того або іншого розстріляного відповідати, що він був засуджений на 10 років виправно-трудових таборів без права листування й передач. Восени 1945 р. наказ був скоректований — заявникам почали тепер говорити, що їхні родичі померли природною смертю в місцях позбавлення волі.
24.08.1955 р. КДБ при Раді Міністрів СРСР видав Вказівку № 108сс, що продовжило дану практику. Родичам видавалися посвідчення про смерть, у яких дати смерті вказувалися в межах 10 років від дня арешту, а причини смерті вказувалися вигадані.
Ця практика була припинена згідно з Вказівкою КДБ при Раді Міністрів СРСР № 20-сс від 21.02.63 р — родичам розстріляних, що зверталися по інформацію в органи КДБ, починаючи із цього моменту, почали усно повідомляти про те, що їхній родич розстріляний, однак тим, кому вже була повідомлена помилкова інформація, правду так і не повідомляли.
Тільки наказ КДБ СРСР № 33 від 30.03.1989 р. повністю дозволив повідомляти правду про долі розстріляних.

### Члени родин репресованих
Відома фраза «Син за батька не відповідає», була вимовлена Сталіним у грудні 1935. На нараді в Москві передових комбайнерів з партійним керівництвом один з них, башкирський колгоспник Гильба, сказав: «Хоча я й син куркуля, але я буду чесно боротися за справу робітників і селян і за побудову соціалізму», на що Сталін вимовив — «Син за батька не відповідає».
Наказом НКВС № 00447 від 31.07.37 м установлювалося, що члени родин репресованих відповідно до даного наказу, які «здатні до активних антирадянських дій», з особливого рішення трійки підлягають запровадженню в табори або трудпоселення. Родини осіб, «репресованих по першій категорії», що у прикордонній смузі, підлягали переселенню за межі прикордонної смуги усередину республік, країв й областей, а ті що проживали в Москві, Ленінграді, Києві, Тбілісі, Баку, Ростові на Доні, Таганрозі й у районах Сочі, Гагри й Сухумі — підлягали виселенню із цих пунктів в інші області за їхнім вибором, за винятком прикордонних районів.
У виконання цього наказу 15 серпня 1937 пішла відповідна директива НКВС, що мала вже ряд уточнень:
- регламентовано тотальні репресії тільки проти дружин і дітей, а не взагалі будь-яких членів родини, як у наказі Політбюро;
- дружин запропоновано заарештовувати разом із чоловіками;
- колишніх дружин запропоновано заарештовувати, тільки у випадку, якщо вони «брали участь у контрреволюційній діяльності»
- дітей старше 15 років запропоновано заарештовувати тільки у випадку, якщо вони будуть визнані «соціально-небезпечними»
- арешт вагітних жінок, що мають на руках грудних дітей, важкохворих може бути тимчасово відкладений
- діти, що залишилися після арешту матері без догляду, поміщаються в дитячі будинки, «якщо сиріт, що залишилися, побажають взяти інші родичі (не репресовані) на своє повне утримання — цьому не перешкоджати»
- механізмом виконання директиви передбачена Особлива Нарада НКВС.

Надалі подібна політика кілька разів коректувалася.
У жовтні 1937 директивою НКВС репресії у відношенні «членів родин зрадників Батьківщини» були поширені також на ряд засуджених по «національних лініях» («польська лінія», «німецька», «румунська», «харбінська»). Однак уже в листопаді такі арешти припинені.
У жовтні 1938 НКВС перейшов до арештів не всіх поголовно дружин засуджених, а тільки тих, хто «сприяв контрреволюційній роботі чоловіків», або у відношенні яких «є дані про антирадянські настрої».
У більшості засуджених дружин строки закінчувалися на початку 1940-х років. Однак, у зв'язку з початком війни вже 22 червня 1941 була видана директива про заборону звільнення кримінальників й «контрреволюційних елементів». Разом з тим, уже через рік пішла інша директива про дозвіл звільнення ЧСИР, всіх звільнених у такий спосіб пропонувалося залишати в таборах на положенні вільнонайманих. Остаточне звільнення пройшло тільки після війни, при цьому колишньої ЧСИР було заборонено проживати у великих містах.
В 1950-ті роки після XX з'їзду КПРС основна маса ЧСИР була реабілітована.
Згідно з наказом НКВС № 00386 було арештовано 18 тис. дружин засуджених, і вилучено 25 тис. дітей, але основну масу членів родин репресованих не ув'язнювали в табори. Разом з тим вони піддавалися ряду інших обмежень — обмеження при вступі у ВНЗ, при прийомі на роботу, при призові в Червону Армію.
|  | Учитися не дають можливості, служити не пускають, працювати не приймають, землю для обробки не дають … так далі не можна… це садизм |

Така дискримінація прямо підштовхувала багатьох людей приховувати елементи своєї біографії, і спровокувала кампанію «Відрікаємося від своїх батьків».
14 січня 1938 року Генеральний прокурор СРСР видає директиву про те, що звільнення членів родин репресованих є невірними, випущена відповідна постанова Політбюро.
27 серпня 1938 виходить циркуляр НКВС, що вводить можливість однобічного розлучення із засудженим/засудженої одного із чоловіка й жінки, що залишилися на волі.

### Число жертв
За даними комісії «з установлення причин масових репресій проти членів і кандидатів у члени ЦК ВКП(б), обраних на XVII з'їзді партії» під головуванням Петра Поспєлова (1956 р.) в 1937-38 роках було арештовано за обвинуваченням в антирадянській діяльності 1 548 366 чоловік і з них розстріляно 681 692 (тобто в середньому розстрілювали приблизно 1000 осіб в день).
Історик В. Н. Земськов називає меншу кількість розстріляних — 642.980 чоловік (і ще не менше 500.000 померлих у таборах) [Архівовано 23 грудня 2012 у Wayback Machine.].
Із числа розстріляних засуджено:
- Особливими трійками НКВС по «куркульській операції» 436 тис. чол.;
- По «національних операціях» — 247 тис. чол.;
- Військовими трибуналами — 41 тис. чол.

### Доля організаторів й учасників репресій
Після закінчення періоду масованого терору вся провина за це була покладена на безпосереднього керівника акції, — Єжова Миколи Івановича, народного комісара внутрішніх справ СРСР (01.10.1936- 09.12.1938), що був розстріляний (04.02.1940).
Крім самого Єжова, за наслідки масового терору поплатилося лише дуже незначне число чекістів. Абсолютна більшість співучасників цих масових злочинів, зробивши (за радянськими мірками) «блискучу кар'єру», — протягом всього свого подальшого життя користувалися максимально можливими для них — за радянського режиму — пошаною й комфортом.
У своїй заяві Б. П. Кульвеца під час слідства сказав:
|  | «Заявляю ще раз і з цим умру, що працював я чесно не жаліючи себе, одержав туберкульоз, не гребував ні якою роботою аж до того, що за вироками з Іркутська сам же приводив їх у виконання й у непристосованих районних умовах доводилося тягати на собі, я приходив з операції обмазаний кров'ю, але моє моральне пригноблення я піднімав тим, що робив потрібну й корисну справу Батьківщині.» |

Б. П. Кульвец був арештований в 1940 р. й в 1941 р. присуджений до розстрілу, що був замінений йому 10 роками таборів.

## День пам'яті
5 серпня 2017 року, у 80-у річницю з дня початку «Великого терору» в Україні (05.08.1937), було оголошено Днем пам'яті, який відзначався в Україні на державному рівні.

## Основні документи
| - Наказ НКВС № 00439 (25 липня 1937) «Про операції із репресування німецьких підданих, запідозрених у шпигунстві проти СРСР». - Наказ НКВС № 00447 (30 липня 1937) «Про операцію щодо репресування колишніх куркулів, карних злочинців та інших антирадянських елементів». - Циркуляр № 409 (5 серпня 1937) «Про операцію щодо репресування найактивніших антирадянських елементів […] в таборах». - Циркуляр № 61 (7 серпня 1937) [Посилення боротьби з грабіжниками та злочинцями-рецидивістами] - Наказ НКВС № 00485 (11 серпня 1937) «Про ліквідацію польських диверсійно-шпигунських груп і організацій ПОВ [Польської військової організації], перебіжчиків з Польщі, політемігрантів, політобмінних з Польщі, колишніх членів ППС та інших польських політичних партій» («Польська операція»). - Наказ НКВС № 00486 (15 серпня 1937) про репресування «дружин зрадників Батьківщини, членів правотроцькістських шпигунсько-диверсійних організацій, засуджених Військовою колегією і військовими трибуналами за першою і другою категорією, починаючи з 1-го серпня 1936 року». - Циркуляр НКВС № 59190 (16 серпня 1937) [Операція щодо репресування найактивніших контрреволюційних елементів з числа затриманих у в'язницях ГУДБ]. - Циркуляр НКВС № 68 (22 серпня 1937) «Про іноземців». - Наказ НКВС № 00593 (20 вересня 1937) «Про заходи у зв'язку з терористичною, диверсійною і шпигунською діяльністю японської агентури з так званих харбінців». - Наказ НКВС № 00693 (23 жовтня 1937) «Про операцію щодо репресування перебіжчиків — порушників держкордону СРСР». - Наказ НКВС № 00698 (28 жовтня 1937) «Про припинення к.-р. шпигунської, терористичної, диверсійної діяльності особовим складом посольств і консульств Німеччини, Японії, Італії і Польщі». | - Меморандум НКВС № 49990 (30 листопада 1937) «Латиська операція». - Наказ НКВС № 50215 (11 грудня 1937) «Грецька операція». - Циркуляр НКВС № 52691 (22 грудня 1937) [Про репресії серед китайців] - Директива НКВС № 17089 (18 січня 1938) [Про оперативні заходи по есерах] - Наказ НКВС № 202 (29 січня 1938) [Про арешти іранців та іранських вірмен]. - Директива НКВС № 17231 (14 лютого 1938) [Про оперативні заходи по анархістам та меншовикам] - Циркуляр НКВС № 326 (16 лютого 1938) «Про репресії серед афганців». - Наказ НКВС № 00606 (17 вересня 1938) про утворення Особливих Трійок для розгляду справ на арештованих в порядку наказів НКВС СРСР № 00485 та ін. («національні контингенти», не стосується трійок за наказом НКВС № 00447). - Пояснювальна записка (21 вересня 1938) заступника народного комісару внутрішніх справ Л. Берії з роз'ясненням виконання наказу НКВС № 00606. Берія пояснював, що справи проти висококваліфікованих фахівців (професорів, лікарів тощо), співробітників НКВС та військових командирів не входять в сферу компетенції особливої трійки. - Постанова № П4387 (17 листопада 1938) Ради Народних Комісарів СРСР та Центрального Комітету ВКП(б) «Про арешти, прокурорський нагляд, та провадження слідства». - Наказ НКВС № 00762 (26 листопада 1938) «Про порядок виконання постанови РНК СРСР та ЦК ВКП(б) від 17 листопада 1938 р.» - Директива № 2709 (26 грудня 1938) НКВС і Прокурора СРСР «Про скасування рішень колишніх трійок КНВС» |